# Györe, Tolna
Györe  este un sat în districtul Bonyhád, județul Tolna, Ungaria, având o populație de 676 de locuitori (2011). 

## Demografie
Componența etnică a satului Györe
     Maghiari (94,72%)
     Germani (2,56%)
     Romi (1,76%)
     Necunoscut (0,48%)
     Croați (0,48%)
     Alții (0,48%)
Componența confesională a satului Györe
     Romano-catolici (71,01%)
     Fără religie (6,66%)
     Reformați (1,78%)
     Luterani (1,63%)
     Necunoscută (18,49%)
     Greco-catolici (0,44%)
     Alte religii (0,44%)
Conform recensământului din 2011, satul Györe avea 676 de locuitori. Din punct de vedere etnic, majoritatea locuitorilor (94,72%) erau maghiari, existând și minorități de germani (2,56%) și romi (1,76%). Apartenența etnică nu este cunoscută în cazul a 0,48% din locuitori.  Din punct de vedere confesional, majoritatea locuitorilor (71,01%) erau romano-catolici, existând și minorități de persoane fără religie (6,66%), reformați (1,78%) și luterani (1,63%). Pentru 18,49% din locuitori nu este cunoscută apartenența confesională.